# The LEGO Movie 2
The LEGO Movie 2 (Originaltitel: The LEGO Movie 2: The Second Part) ist ein computeranimierter Film, der auf dem Baukastensystem Lego basiert, und die Fortsetzung von The LEGO Movie. Der Film startete am 8. Februar 2019 in den Vereinigten Staaten und am 7. Februar 2019 in den deutschen Kinos.

## Handlung
Es sind fünf Jahre seit dem ersten Film vergangen. In den letzten fünf Jahren wurde die Steinstadt regelmäßig angegriffen und vernichtet. So wurde die Stadt immer postapokalyptischer. Die Angreifer entführen Lucy, Batman, Eisenbart, Benny und Einhorn-Kitty. Alleine macht sich Emmet auf den Weg, sie zu retten.
Lucy, Batman und die anderen werden zu Königin Wásimma Si-Wílli gebracht. Diese erklärt, dass sie Batman heiraten will, um den Untergang der LEGO-Welten zu verhindern.
Währenddessen rettet Rex Emmet. Rex erklärt ihm, dass die Hochzeit den Untergang auslösen wird und dass sie deswegen die Hochzeit verhindern müssen.
Eisenbart, Benny und Einhorn-Kitty fühlen sich schnell wohl. Nur Lucy zweifelt an der Ehrlichkeit der Königin. Selbst Batman wird überzeugt, der Hochzeit zuzustimmen.
Zur gleichen Zeit erklärt Rex Emmet, wie er die Hochzeit aufhalten muss. Als dies Emmet gelingt, wird der Untergang (d. h. alle Steine kommen in die Box des Vergessens) ausgelöst.
Rex verrät, dass er Emmet aus der Zukunft ist. Ihn hatte niemand auf seinem Alleingang gerettet, so dass er Jahre lang alleine und verloren war. Darüber ist er hart geworden. Mit einer selbst gebauten Zeitmaschine will er nun die Geschichte ändern: Weil seine alten Freunde ihn nicht gerettet hatten, wollte er nun den Untergang auslösen, der in seiner Zeit nicht stattfand. Damit Emmet sicher zu Rex wird, setzt er ihn aus.
In der Box merken Lucy und die anderen, dass die Ziele der Königin wirklich edel waren: sie wollte nur alle Steine zusammenführen.
Sie brechen aus der Box aus und retten Emmet. Da Emmet so nie zu Rex wird, löst Rex sich auf.
In der realen Welt gibt es parallel Streit zwischen Finn (aus dem ersten Teil) und seiner Schwester über das LEGO. Finn will lieber alleine spielen, während seine Schwester mit ihm zusammen spielen will. Erst gegen Ende vertragen sich die beiden und spielen dann vereint.

## Synchronisation
Die Synchronisation des Films wurde bei der Film- & Fernseh-Synchron nach einem Dialogbuch von Alexander Löwe unter der Dialogregie von Benedikt Rabanus erstellt.
| Rolle                             | Englischer Sprecher | Deutscher Sprecher |
| --------------------------------- | ------------------- | ------------------ |
| Emmet / Rex Abenteuerweste        | Chris Pratt         | Patrick Schröder   |
| Batman                            | Will Arnett         | David Nathan       |
| Wyldstyle / Lucy                  | Elizabeth Banks     | Maren Rainer       |
| Königin Wásimma Si-Wílli          | Tiffany Haddish     | Sandra Schwittau   |
| General Mischmasch                | Stephanie Beatriz   | Angela Wiederhut   |
| Eisenbart                         | Nick Offerman       | Wolfgang Wagner    |
| Benny                             | Charlie Day         | Gerrit Schmidt-Foß |
| Einhorn-Kitty                     | Alison Brie         | Kaya Marie Möller  |
| Lord Business / Der Mann von oben | Will Ferrell        | Uwe Büschken       |
| Finn                              | Jadon Sand          |                    |
| Bianca                            | Brooklynn Prince    |                    |
| Mom                               | Maya Rudolph        | Kathrin Gaube      |
| Eistüte                           | Richard Ayoade      | Oliver Kalkofe     |
| Superman                          | Channing Tatum      | Alexander Doering  |
| Green Lantern                     | Jonah Hill          | Dennis Schmidt-Foß |
| Wonder Woman                      | Cobie Smulders      | Sanam Afrashteh    |
| Aquaman                           | Jason Momoa         | Matti Klemm        |
| Harley Quinn                      | Margot Rubin        | Anne Helm          |
| Lex Luthor                        | Ike Barinholtz      | Leonhard Mahlich   |
| Alfred Pennyworth                 | Ralph Fiennes       | Jürgen Thormann    |
| Abraham Lincoln                   | Will Forte          |                    |
| Banarnar                          | Ben Schwartz        | Kai Taschner       |
| Zebe                              | Jimmy O. Yang       |                    |
| Balthazar                         | Noel Fielding       | Johannes Raspe     |
| Larry Poppins                     | Jorma Taccone       |                    |
| Gary Payton                       | Gary Payton         |                    |
| Sheryl Swoopes                    | Sheryl Swoopes      |                    |
| Gandalf                           | Todd Hansen         | Eckart Dux         |
| Kleopatra                         | Emily Nordwin       |                    |
| Velma Dinkley                     | Trisha Gum          | Claudia Schmidt    |
| Bruce Willis (Cameo)              | Bruce Willis        | Manfred Lehmann    |

## Einnahmen & Bewertung
Der Film spielte circa 191 Millionen Dollar ein.
In Prisma heißt es: „Aus der Mitte des dicht gewebten Zitateteppichs und der populärkulturellen Anspielungen steigt ein schauerromantisch vortreffliches und kinderpsychologisch exaktes Drama … auf. Die … Plastikhelden entwickeln ein Seelenleben, das den Keim zu einer besseren Welt in sich trägt.“ Jedoch könnten ganz große Fans ob des tricktechnischen Feuerwerks der rasenden Transformation der Lego-Modelle irritiert sein, welches zum Ende hin von musikalischen Einlagen in den Hintergrund gedrängt wird. Außerdem fehlen einige liebgewordene Figuren des ersten Teils.
Cinema sah ein „knallbunte[s] und rasend schnelle[s] Animationsspektakel“, welches die Zuschauer in eine „düstere, ‚Mad Max‘-ähnliche Apokalypse, die … von einer kleinen Schwester ausgelöst wird, die endlich gemeinsam mit ihrem großen Bruder im heimischen Keller Plastiklandschaften bauen will.“ Die Redaktion fand, „eine clevere Idee“ sei „einfallsreich auf die Lego-Welt übertragen“ und mit unzähligen Metagags und Cameo-Auftritten angereichert, über die vor allem Erwachsene schmunzeln können. Kritisch bemerkt wurde, das „bombastische und mitunter gewalttätige Abenteuer“ könnte jüngere Zuschauer überfordern. Das Fazit lautet: „Der lautstarke und optisch überladene Animationstrip ist sogar für Erwachsenenaugen so manches Mal zu viel des Guten“.
Noch etwas kritischer urteilte der Filmdienst im Lexikon des internationalen Films über die „aberwitzige Trickfilm-Fortsetzung um eine Handvoll Lego-Figuren, die nach einer endzeitlichen Schlacht aus den Ruinen ihrer Stadt in eine ferne Galaxie entführt werden“. Die „inszenatorisch gewagte Mischung aus kindlichen Lego-Abenteuern, Musical-Einlagen und actionreichen Science-Fiction-Kapriolen“ überfordere die jüngere Zielgruppe. „Das grellbunte Spektakel“ unterhalte bestenfalls das ältere Publikum, welches sich „auf Oberflächenreize oder kryptische Gags mit Bezug auf die Filmgeschichte versteht.“

## Trivia
Einige der Charakteristika von Rex Abenteuerweste sind Anspielungen auf Chris Pratts Rollen in Jurassic World, Die glorreichen Sieben und Guardians of the Galaxy.